# Verein für rheinische und westfälische Volkskunde
Der Verein für rheinische und westfälische Volkskunde befasste sich mit der Volkskunde und Landeskunde im Rheinland und in Westfalen. Vereinssitz war Elberfeld. Er wurde 1903 gegründet. Sitzungsleiter war Alfred Wiedemann, Protokollführer war Otto Schell, erster Vorsitzender wurde Paul Sartori.
Unter der Herausgeberschaft von Paul Sartori, Otto Schell, Karl Wehrhan und Karl Prümer erschien die Zeitschrift des Vereins für rheinische und westfälische Volkskunde (ZRhWestfVk) in den Jahrgängen 1904 bis 1933 beim Verlag Baedeker. Sie fand eine Fortsetzung in der Westdeutschen Zeitschrift für Volkskunde (WestdZVk) beim Verlag Martini und Grüttefien in den Jahren 1934 bis 1936, zu den weiteren Herausgebern zählten auch Josef Müller und Karl Schulte Kemminghausen. 
Nah verwandte Publikationen sind die Rheinisch-westfälische Zeitschrift für Volkskunde und die Westfälische Zeitschrift.